# أول إيغينز (سياسي)
أول إيغينز هو مدير مدرسة وسياسي نرويجي، ولد في 6 أبريل 1829، وتوفي في 14 أبريل 1906. انتخب نائب عضو برلمان النرويج ‏ عن دائرة Bergen ‏ خلال فترته النيابية ‏ (1865 – 1867) وانتخب عضو برلمان النرويج ‏ عن دائرة Bergen ‏ خلال فترته النيابية ‏ (1868 – 1870).